# Mountainbike-Weltmeisterschaften 2001
Die 14. Mountainbike-Weltmeisterschaften fanden vom 8. bis 16. September 2001 in den US-amerikanischen Ortschaften Vail und Beaver Creek statt.
Es wurden insgesamt zwölf Entscheidungen in den Disziplinen Cross-Country, Downhill und Dual Slalom ausgefahren.

## Cross Country

### Männer (41,6 km)
| Platza | Land | Athlet              | Zeit         |
| ------ | ---- | ------------------- | ------------ |
| 1      | CAN  | Roland Green        | 1:58:52 Std. |
| 2      | SUI  | Thomas Frischknecht | 1:59:36 Std. |
| 3      | SUI  | Christoph Sauser    | 1:59:42 Std. |

### Frauen (31,3 km)
| Platz | Land | Athletin      | Zeit         |
| ----- | ---- | ------------- | ------------ |
| 1     | USA  | Alison Dunlap | 1:51:28 Std. |
| 2     | CAN  | Alison Sydor  | 1:51:40 Std. |
| 3     | GER  | Sabine Spitz  | 1:52:18 Std. |

### Männer U23 (41,6 km)
| Platz | Land | Athlet          | Zeit         |
| ----- | ---- | --------------- | ------------ |
| 1     | FRA  | Julien Absalon  | 1:59:09 Std. |
| 2     | CAN  | Ryder Hesjedal  | 2:00:47 Std. |
| 3     | USA  | Walker Ferguson | 2:01:56 Std. |

### Junioren (31,3 km)
| Platz | Land | Athlet               | Zeit         |
| ----- | ---- | -------------------- | ------------ |
| 1     | ESP  | Iñaki Lejarreta      | 1:33:35 Std. |
| 2     | NOR  | Lars Petter Nordhaug | 1:35:49 Std. |
| 3     | AUS  | Trent Lowe           | 1:36:06 Std. |

### Juniorinnen (19,4 km)
| Platz | Land | Athletin          | Zeit         |
| ----- | ---- | ----------------- | ------------ |
| 1     | GBR  | Nicole Cooke      | 1:11:46 Std. |
| 2     | POL  | Maja Włoszczowska | 1:11:52 Std. |
| 3     | FRA  | Julie Pesenti     | 1:12:12 Std. |

### Staffel (30,1 km)
| Platz | Land | Athleten                                                             | Zeit         |
| ----- | ---- | -------------------------------------------------------------------- | ------------ |
| 1     | CAN  | Ryder Hesjedal, Roland Green, Adam Coates, Chrissy Redden            | 1:35:13 Std. |
| 2     | AUS  | Sid Taberlay, Mary Grigson, Trent Love, Cadel Evans                  | 1:35:39 Std. |
| 3     | ESP  | Carlos Coloma, Iñaki Lejarreta, Janet Puiggros, José Antonio Hermida | 1:36:03 Std. |

## Downhill

### Männer
| Platz | Land | Athlet           | Zeit       |
| ----- | ---- | ---------------- | ---------- |
| 1     | FRA  | Nicolas Vouilloz | 3:35,2 min |
| 2     | GBR  | Steve Peat       | 3:37,5 min |
| 3     | RSA  | Greg Minnaar     | 3:37,8 min |

### Frauen
| Platz | Land | Athletin               | Zeit       |
| ----- | ---- | ---------------------- | ---------- |
| 1     | FRA  | Anne-Caroline Chausson | 4:10,4 min |
| 2     | GBR  | Fionn Griffiths        | 4:14,6 min |
| 3     | USA  | Leigh Donovan          | 4:15,1 min |

### Junioren
| Platz | Land | Athlet           | Zeit       |
| ----- | ---- | ---------------- | ---------- |
| 1     | AUS  | Ben Cory         | 3:48,2 min |
| 2     | FRA  | Julien Camellini | 3:49,6 min |
| 3     | AUS  | Samuel Hill      | 3:53,0 min |

### Juniorinnen
| Platz | Land | Athletin      | Zeit       |
| ----- | ---- | ------------- | ---------- |
| 1     | JPN  | Mio Suemasa   | 4:30,3 min |
| 2     | FRA  | Céline Gros   | 4:32,0 min |
| 3     | GBR  | Helen Gaskell | 4:37,0 min |

## Dual

### Männer
| Platz | Land | Athlet        |
| ----- | ---- | ------------- |
| 1     | USA  | Brian Lopes   |
| 2     | FRA  | Cédric Gracia |
| 3     | AUS  | Wade Bootes   |

### Frauen
| Platz | Land | Athletin               |
| ----- | ---- | ---------------------- |
| 1     | FRA  | Anne-Caroline Chausson |
| 2     | AUS  | Katrina Miller         |
| 3     | USA  | Tara Llanes            |